# 闫丰
闫丰（1947年—），男，汉族，黑龙江哈尔滨人，中华人民共和国政治人物。

## 生平
毕业于解放军军事学院基本系指挥班。2002年10月至2008年1月，任辽宁省人民政府副省长；2008年1月任辽宁省人大常委会副主任、党组书记；同年担任全国人大代表。